# Festival de Cinema Llatinoamericà de Tolosa de Llenguadoc
El Festival de Cinema Llatinoamericà de Tolosa de Llenguadoc (orig. Rencontres Cinémas d'Amérique Latine de Toulouse) és un festival dedicat al cinema llatinoamericà, que es realitza anualment a la ciutat de Tolosa de Llenguadoc (França), des de 1989 per iniciativa d'Esther i Francis Saint-Dizier.
El seu premi principal és el Gran Premi "Coup de Cœur" (traduïble literalment com a "cop de cor", però que es tracta d'una expressió francesa relacionada amb la commoció que produeix una obra exquisida, similar a "la pell de gallina", en català).

## Premis "Coup de Cœur"
Les següents són totes les pel·lícules guanyadores del Coup de Cœur des de 1998:
| Premis Coup de Cœur a la millor pel·lícula |                                                  |                                       |               |
| Any                                        | Pel·lícula                                       | Direcció                              | País          |
| 1998                                       | Pizza, birra, faso                               | Bruno Stagnaro i Adrián Caetano       | Argentina     |
| 1999                                       | La sonámbula, recuerdos del futuro               | Fernando Spiner                       | Argentina     |
| 2000                                       | Mundo grúa                                       | Pablo Trapero                         | Argentina     |
| 2001                                       | La Ciénaga                                       | Lucrecia Martel                       | Argentina     |
| 2002                                       | Domésticas, o filme                              | Fernando Meirelles i Nando Olival     | Brasil        |
| 2003                                       | Amarelo Manga                                    | Claudio Assis                         | Brasil        |
| 2004                                       | Buena vida Delivery                              | Leonardo Di Cesare                    | Argentina     |
| 2005                                       | Sumas y restas (2004)                            | Víctor Gaviria                        | Colòmbia      |
| 2006                                       | La Sagrada Familia (2005)                        | Sebastián Lelio                       | Xile          |
| 2007                                       | Familia Tortuga (2006)                           | Rubén Imaz Castro                     | Mèxic         |
| 2008                                       | Cochochi (2007)                                  | Laura Amelia Guzmán i Israel Cárdenas | Mèxic         |
| 2009                                       | Impulso (2009)                                   | Mateo Herrera                         | Equador       |
| 2010                                       | Viajo porque preciso, volto porque te amo (2009) | Karim Aïnouz i Marcelo Gomes          | Brasil        |
| 2011                                       | Las marimbas del infierno (2010)                 | Julio Hernández Cordón                | Guatemala     |
| 2012                                       | Los últimos cristeros (2011)                     | Matías Meyer                          | Mèxic         |
| 2013                                       | Polvo (2012)                                     | Julio Hernández Cordón                | Guatemala     |
| 2014                                       | O Homem das Multidões (2013)                     | Marcelo Gomes i Cao Guimarães         | Brasil        |
| 2015                                       | Ausência (2014)                                  | Chico Teixeira                        | Brasil        |
| 2016                                       | Siembra (2015)                                   | Ángela Osorio i Santiago Lozano       | Colòmbia      |
| 2017                                       | Los nadie (2015)                                 | Juan Sebastián Mesa                   | Colòmbia      |
| 2018                                       | Zama                                             | Lucrecia Martel                       | Argentina     |
| 2019                                       | Los tiburones                                    | Lucía Garibaldi                       | Uruguai       |
| 2020                                       | Blanco en blanco                                 | Théo Court                            | Espanya/ Xile |
| 2021                                       | La chica nueva                                   | Micaela Gonzalo                       | Argentina     |
| 2022                                       | Mis hermanos sueñan despiertos                   | Claudia Huaiquimilla                  | Xile          |